# Dysstroma fuscorufescens
Dysstroma fuscorufescens là một loài bướm đêm trong họ Geometridae.